# 凶铃～黑暗来电～
《凶铃～黑暗来电～》（中国大陆主标题又译“鬼铃”或“呼叫”）是Hudson Soft为Wii独占开发的惊悚游戏，2009年11月在日本发售，2010年3月和5月分别在北美和欧洲发售。

## 开发
早在2008年10月，网络上非正式漏出了游戏性短片。Hudson声明称其从公关公司的服务器上泄漏。游戏于2009年7月的《Fami通》杂志正式公布。

## 评价
游戏获得从褒贬不一到消极的评价。在Metacritic上汇总得分为49/100，GameRankings的为51%。IGN打出3.5/10分。